# Богдан Шупут
Богдан Шупут (Сисак, 6. септембар 1914 — Нови Сад, 20. јануар 1942) је био српски сликар, члан групе „Десеторица“.

## Биографија
Са девет година сели се са родитељима у Нови Сад. Похађа Државну мушку гимназију у Новом Саду, а касније уписује Краљевску уметничку школу у Београду, а професори су му Бета Вукановић, Драгослав Стојановић, Симеон Роксандић, Љуба Ивановић и Никола Бешевић. Сматрајући га својим најдаровитијим учеником, Љуба Ивановић га је наговарао да се посвети искључиво графици, а када је 1937. основана Академија ликовних уметности у Београду, предлагао га је и за свог асистента. Међутим, Шупут који је у међувремену био у Паризу (Матица српска га је послала на Париску међународну изложбу као младог талентованог уметника) и одушевио се колоритом и сликањем уљаним бојама одбија понуду свог омиљеног професора. Сарадник Студентске матице у Новом Саду постаје 1935. године. Истовремено почиње да објављује графике и карикатуре у новосадским листовима „Дан“ и „Reggeli Újság“, као и у београдској „Политици“ и „Ошишаном јежу“.
Од 1936. до 1938. похађа Академски течај на Уметничкој школи у Београду, с ког се исписује да би отишао у Париз на сликарско усавршавање. Тамо учествује у оснивању Удружења југословенских ликовних уметника који живе у Паризу, 1938. године. У то време објављује графике са социјалном тематиком у алманаху „Војвођански зборник“ и часопису „Наш живот“ у Новом Саду.

### Група „Десеторица“
Из Париза се у Нови Сад враћа 23. јуна 1939. године и постаје члан групе „Десеторица“, у којој су поред њега били и Љубица-Цуца Сокић, Даница Антић, Јурица Рибар, Стојан Трумић, Алекса Челебоновић, Никола Граовац, Душан Влајић, Бора Грујић и Миливој Николајевић. Непосредно после формирања групе „Десеторица“, њени чланови су од 25. фебруара—7. марта 1940. године приредили заједничку изложбу у великој сали Уметничког павиљона „Цвијета Зузорић“ у Београду. По оцени ликовног критичара: Богдан Шупут је неоспорно најјачи и најизразитији таленат из ове симпатичне групе.
Средином марта 1940. године Шупут посећује Улцињ, а у августу рудник Љубију, ради одмора и у потрази за новим сликарским мотивима. На јесен исте године одлази на служење војног рока у Сарајево. У априлском слому Југославије, 1941. године, доспева у немачко заробљеништво. У заробљеничком логору Сталаг IV А у Олберсдорфу, у Саксонији, припада илегалној организацији „Друг“, али је активан у културно-уметничком животу и ради сценографију за тамошње приредбе. 
Успева да изађе из логора 1. новембра 1941, и после једанаест дана стиже у Нови Сад, али је 23. јануара 1942. године стрељан заједно са мајком и тетком у рацији коју су извршили мађарски фашисти.

### Опус
Преминувши у двадесет осмој години живота, за собом је оставио малобројан опус од чега је 84 уљаних слика, 43 графике, 38 акварела, а највећи део чине цртежи цртани угљеном, кредом или тушем, од којих већина представља актове, портрете и пејзаже. Шупутово уметничко дело, настало за свега неколико година, поседује уједначене стилске и естетске вредности. Поједини радови спадају у врхунска остварења поетског реализма у српском сликарству четврте деценије 20. века. Учествовао је на деветнаест што самосталних што групних изложби. Иако по вокацији сликар, успешно се бавио и графичком делатношћу у техници дрвореза и линореза.
Његова лепа појава остављала је утисак на пролазнике. Видео сам у Паризу, не једанпут, како се људи окрећу, али Богдан као да није опажао своју лепоту, јер је Аполон у многобројним људским инкарнацијама изабрао и једну стидљиву и расејану.
Уосталом, био је сликар, човек који тражи лепоту и срећу изван своје личности. Судећи по његовом младалачком сликарству, често невеселом, показивао је, с времена на време, знаке сакривене меланхоније, или можда, извесно узнемирење и предосећање трагедије. Понашао се као човек који се родио безброј пута.— Предраг Пеђа Милосављевић
Богдан Шупут је рођен у првом, а убијен у Другом светском рату. Смрт га је прекинула у узлазној линији. Био је велика нада и најталентованији сликар у својој генерацији. Његово плодно уметничко стваралаштво било је интензивно и краткотрајно, згуснуто, у једном даху. Остао је да живи у сећању својих пријатеља и поклоника ликовне уметности као вечно млад, насмејан, драг, изузетно даровит и врстан сликар, графичар, карикатурист, фанатично одан уметности и уверен у своје могућности, чија су дела привлачила пажњу текуће ликовне критике и љубитеља, а нека од њих представљају значајне антологијске вредности. Осим у приватном власништву, Шупутови радови налазе се у Народном музеју у Београду, Музеју града Београда, Музеју савремене уметности у Београду, Модерној галерији у Загребу, Спомен-збирци Павла Бељанског, Галерији Матице српске и Галерији савремене ликовне уметности у Новом Саду и у Галерији Народног музеја у Смедеревској Паланци.
Његовим именом названа је једна улица и средња школа за примењену уметност у Новом Саду.

## Галерија
- Аутопортрет, 1933. Приватно власништво. Уметничка збирка породице Поповић, Нови Сад.
- Аутопортрет III , Музеј савремене уметности у Београду
- Предео из Фрушке горе, Музеј савремене уметности у Београду
- Кабаре “Boule Blanche“, Галерија Матице српске у Новом Саду
- Са Марне, Народни музеј у Београду
- Акт, 1930.
- Данте, 1930.
- Портрет девојке
- Портрет, 1930
- Седећи женски акт
- Мотив са Петроварадина, 1935.
- Кућа са доксатом, 1935.
- Новосадски мост
- Охрид, 1935.
- Седећи женски акт у профилу
- Кратово, 1936.
- Нови Пазар, 1936.
- Акт жене са подигнутом рукокм, 1936.